# Cunfin
Cunfin é uma comuna francesa na região administrativa de Grande Leste, no departamento de Aube. Estende-se por uma área de 33,12 km². Em 2010 a comuna tinha 178 habitantes (densidade: 5,4 hab./km²).